# Дарендорф, Мальте
Ма́льте Да́рендорф (нем. Malte Dahrendorf , 1928—2008) — немецкий филолог и педагог, специалист по литературной дидактике, автор трудов по истории детской литературы и чтению детей.

## Биография и научные интересы
В 1955 защитил в Гамбургском университете диссертацию «Роман воспитания по Герману Гессе». В дальнейшем посвятил более четырех десятилетий работе над социальными, психологическими и педагогическими проблемами детской литературы и литературной социализации детей, ролью «массовой» и «развлекательной» словесности в этом процессе. Особый круг его исследований 1980-х — 1990-х годов был посвящён проблемам отражения истории нацистской Германии, нацизма и Холокоста в послевоенной немецкой словесности, книгах для детей, школьной учебной литературе, в сознании детей и юношества Германии.
Подготовил серию книг для чтения в школе на различных ступенях обучения. Воспитал в Гамбургском университете плеяду учеников, продолжающих разрабатывать намеченную им тематику.

## Избранные труды
- Die Aufgabe des Menschen als Abenteuer. Gedanken zu den Büchern von Kurt Lütgen. Braunschweig: Westermann, 1967
- Das Buch in der Schule. Hannover [u. a.]: Schroedel, 1969 (в соавторстве)
- Das Mädchenbuch und seine Leserin: Versuch über ein Kapitel «trivialer» Jugendlektüre. Mit e. Anh. über Mädchenbücher der DDR. Hamburg: Verl. für Buchmarkt-Forschung, 1970 (переизд. 1973, 1978, 1980)
- Literaturdidaktik im Umbruch: Aufsätze zur Literaturdidaktik, Trivialliteratur, Jugendliteratur. Düsseldorf: Bertelsmann-Universitätsverlag, 1975
- Kinder- und Jugendliteratur im bürgerlichen Zeitalter: Beitr. zu ihrer Geschichte, Kritik u. Didaktik. Königstein/Ts.: Scriptor, 1980
- Jugendliteratur und Politik: gesellschaftliche Aspekte der Kinder- und Jugendliteratur. Frankfurt/ Main: Dipa-Verlag, 1986
- Grenzen der Literaturvermittlung: Leseverweigerung — Sprachprobleme — Analphabetismus. Weinheim: Juventa-Verl., 1995
- Vom Umgang mit Kinder- und Jugendliteratur. Plädoyer für einen lese- und leserorientierten Literaturunterricht. Berlin: Volk-und-Wissen-Verl., 1996.
- Literatur für Einsteiger: Leseförderung durch Erstleseliteratur. Weinheim: Juventa-Verl., 1998
- Die Darstellung des Holocaust in der Kinder- und Jugendliteratur. Weinheim: Juventa-Verl., 1999.